# Fissazione esterna
La fissazione esterna è una procedura ortopedica utilizzata per il trattamento delle fratture ossee nel caso in cui l'applicazione delle garze gessate non possa garantire un buon allineamento dei due monconi ossei.